# Jesús Malverde

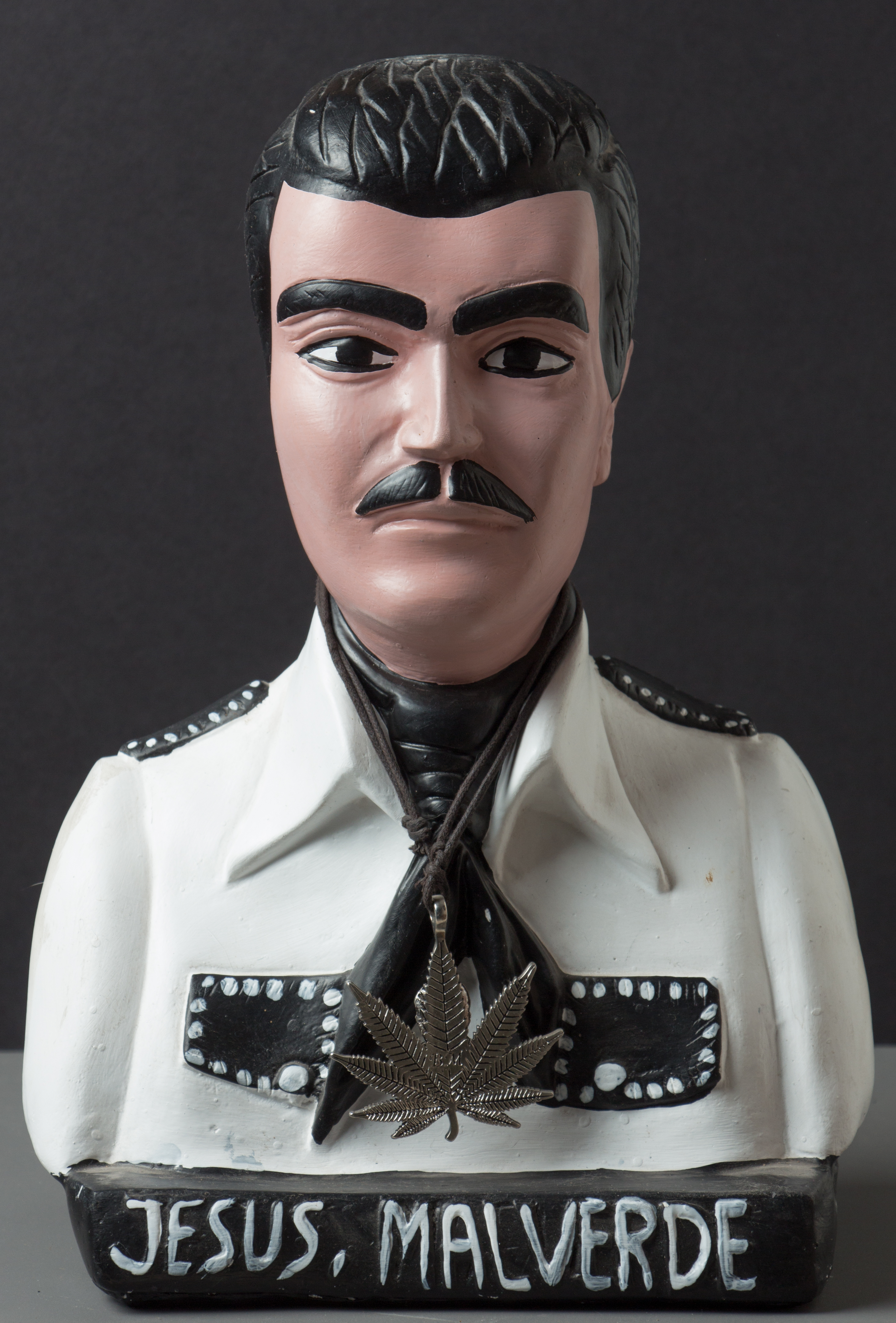
Eine Büste die Jesús Malverde darstellen soll, ergänzt durch ein nicht volkstümliches Hanfblatt-Amulett.

Jesús Malverde (angeblich * 24. Dezember 1870 bei Culiacán, als Jesús Juárez Mazo; angeblich † 3. Mai 1909 ebenda) ist ein legendärer mexikanischer Volksheiliger. Die römisch-katholische Kirche hat ihn nicht heiliggesprochen, da sie weder seine Existenz, noch ein ihm zurechenbares Wunder als bewiesen ansieht. Der Erzählung nach soll Malverde ein Räuber zur Zeit des Porfiriats gewesen sein, der ähnlich wie Robin Hood populär wurde, weil er die Reichen beraubt und die Armen beschenkt haben soll. Die Legende steht damit in der Tradition historischer Sozialbanditen wie Jesús Arriaga (Chucho el Roto), Heraclio Bernal (El Rayo de Sinaloa) und Santana Rodríguez Palafox (El Santañón). Die Heiligenverehrung vor dem Hintergrund des Drogenkriegs und in einem Brennpunkt des Drogenhandels in Nordmexiko, hat Malverde aus der Sichtweise ansässiger Drogenkartelle sowie mexikanischer und US-amerikanischer Erzählperspektive als El Narcosanto (Der Drogenheilige) oder El Santo Bandido (Der heilige Bandit) zum Schutzpatron der Drogenhändler werden lassen. Malverde ist eine Ikone zwischen Hegemonial- und Subkultur, wie sie im Narcodrama und dem Narcocorrido zum Ausdruck kommt. Ein Symbol für patriarchale Unterdrückung, postkoloniale Verlassenheit und Kriminalität, die das Leben der sogenannten border people an der Kulturgrenze zwischen den USA und Mexiko kennzeichnen.

## Heiligenlegende
Malverde ist keine historische Person und seine Heiligenlegende ist maßgeblich von den realen Lebensgeschichten des Heraclio Bernal (El Rayo de Sinaloa; † 1888) und Felipe Bachomo (El Misi; † 1916) beeinflusst. Er soll am Heiligen Abend des Jahres 1870 als Sohn armer Leute in der Nähe von Culiacán, der Hauptstadt des mexikanischen Bundesstaats Sinaloa, geboren worden sein. Einer Erzählung zufolge soll sein wahrer Name Jesús Juárez Mazo gewesen sein. Nachdem er früh Waise geworden sein soll, habe er sich mit Sklavenarbeit auf einem Landgut durchschlagen. Der Gouverneur von Sinaloa soll ein beträchtliches Kopfgeld auf Malverde ausgesetzt haben, was einen Komplizen zum Verrat angestiftet habe. Nach einer anderen Version sei Malverde bei einer Schießerei mit der Obrigkeit verwundet worden und daraufhin in die Berge geflohen, wo ihn 1909 die Sepsis ereilt habe. Dem Tod nahe, habe er sich ausliefern lassen, um seinen Komplizen das Kopfgeld zu verschaffen. Der Gouverneur habe Malverdes Leichnam öffentlich aufhängen und zur Schau stellen lassen um ein Exempel zu statuieren. Malverde soll in Culiacán begraben worden sein.

## Kult

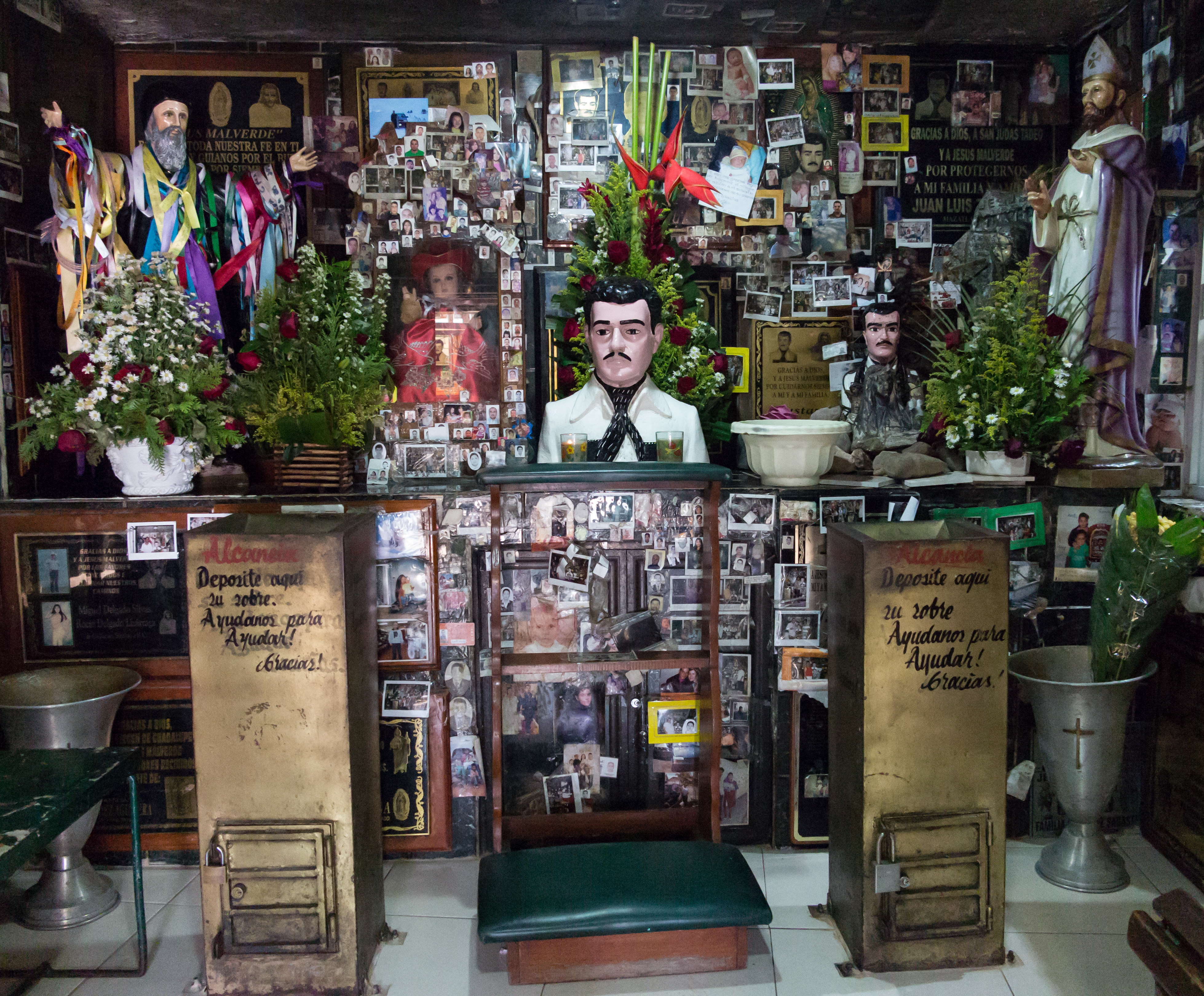
Der Schrein des Jesús Malverde in Culiacán.

Ein Verkaufsstand mit Devotionalien von Malverde in Culiacán.

Um Malverde wird ein Kult betrieben, der auch vom regionalen Sinaloa-Kartell gefördert wird. Der Kreis seiner Verehrer erstreckt sich über kriminelle Kreise hinaus und umfasst neben der ländlichen Bevölkerung auch etwa Rechtsanwälte und Polizisten. Malverde wird mit schwarzem Schnurrbart und oft in einem weißen Hemd oder Anzug dargestellt, und in Form verschiedenster Devotionalien vermarktet. An seinem angeblichen Todestag, dem 3. Mai, findet jährlich in seiner Kapelle eine kultische Feier statt, bei der ihm Blumen und andere Opfergaben dargebracht werden.

## In den Medien
- 2009: In der Episode Negro y Azul (Staffel 2, Folge 7) der TV-Serie Breaking Bad erklärt ein DEA-Agent die Malverde-Büsten auf seinem Büroschreibtisch mit einem Zitat von Sunzi, nachdem man seinen Feind wie sich selbst kennen müsse, um ohne Angst gegen ihn zu kämpfen.